# Evangelikala Sällskapet
Evangelikala Sällskapet (Evangelische Gemeinschaft) var en episkopal metodistkyrka bildad av den tyskspråkige pastorn Jacob Albright år 1800.
1891 lämnade en del medlemmar sällskapet och bildade United Evangelical Church. 
31 år senare gick de båda grupperna samman igen och bildade Evangelical Church.

## Källa
Evangelikala Sällskapet diagram
The Life and Times of Jacob Albright Kenneth R. Good